# Rose Marie Antoinette Blommers-Schlösser
Rose Marie Antoinette Blommers-Schlösser (Eindhoven, 1944. – ) holland zoológus, herpetológus, entomológus. Zoológiai szakmunkákban nevének rövidítése: „Blommers-Schlösser”.

## Élete és munkássága
Blommers-Schlösser az Amszterdami Egyetemen szerzett tudományos fokozatot a madagaszkári békák rendszerezésével kapcsolatos munkájával. Több más herpetológussal, különösen Charles Pierre Blanc-nal együtt számos madagaszkári békafajt írt le, például a Gephyromantis spinifer, Boophis reticulatus, Spinomantis guibei és a Guibemantis punctatus fajokat, és jelentős szerepet játszott ezeknek és más fajoknak a megismertetésében. Különösen jelentős tudományos munkája a madagaszkári szűkszájúbéka-félék számos faja szaporodási módjának megértésében, valamint az aranybékafélék taxonómiai nem faj feletti osztályozásában.
1975-ben közreműködött a madagaszkári atkafélék (Phytoseiidae) kariotípusáról készült tanulmányban.

## Róla elnevezett taxonok
A Blommersia békanemet, továbbá a Blommersia blommersae és a Boophis blommersae fajokat Blommers-Schlösser tiszteletére nevezték el, ezzel adózva a Madagaszkáron végzett herpetológiai munkásságának.